# 国宇征
国宇征（1993年4月20日—），中国黑龙江省大庆市人，围棋职业六段棋手。他2008年入段，2015年7月升为五段，2019年12月升为六段。他作为业余棋手获2008年晚报杯冠军。2013年第18届LG杯16强。

## 国内比赛成绩
2011年至2014年代表西安曲江参加围甲联赛。

## 国际比赛成绩
2013年第18届LG杯预选赛连胜王晨星、胡跃峰、柳秀沆、谢赫进入本赛，本赛首轮战胜赵汉乘进入16强，后负于日本棋手高尾绅路。2012年首届百灵杯预选赛连胜温承勋、安祚永、付冲进入本赛64强，本赛首轮负于党毅飞。2017年第3届梦百合杯预选赛连胜潘昕玮、于浩然、金基范进入本赛，本赛首轮战胜安国铉进入32强，后负于李轩豪。